# Nyíregyháza (stacja kolejowa)
Nyíregyháza – stacja kolejowa w Nyíregyháza, w komitacie Szabolcs-Szatmár-Berge, na Węgrzech. Znajdują się tu 4 perony.